# Humanae Vitae
Humanae Vitae (hrv. Ljudskom životu) je enciklika pape Pavla VI. koju je proglasio 25. srpnja 1968. godine. Govori o vrijednosti ljudskog života, o spolnosti, kontroli rađanja. Izražava protivljenje kontracepciji i pobačaju.

## Pregled
Dokument sadrži 31 broj. Unutarnja je struktura sljedeća:
1. uvod u sadržaj (br. 1-6)
2. doktrinalne teme (br. 7-18)
3. pastoralno usmjerenje (br. 19-31)
4. papini komentar

Enciklika je pobudila veliku pažnju medija. Mjesecima prije objavljivanja, mediji su nagađali, da bi taj dokument mogao promijeniti stav Katoličke Crkve o kontracepciji.
Papa Ivan XXIII. je 1963. godine osnovao povjerenstvo od 75 članova sa svrhom, kako bi proučavali pitanje planiranja obitelji.
Moralno učenje enciklike temelji se na katoličkoj doktrini, na nasljeđu Isusa Krista i na prirodnom moralnom zakonu. Crkva naučava, da postoji prirodni moralni zakon, koji je Stvoritelj "upisao u srce svakom čovjeku". Izražava izvorni prirodni moralni osjećaj, koji čovjeku pomaže razlučiti dobro od zla. Crkva ga smatra sveopćim i nepromjenjivim.
O bračnoj ljubavi papa je napisao da je ljubav vrlo poseban oblik osobnog zajedništva u kojem muž i žena velikodušno dijele sve, ne misleći samo na sebe. Tko istinski voli svoga bračnog druga, voli ga ne samo zbog onoga što dobiva, nego ga voli zbog njegove dobrobiti. 
Papa Pavao VI. nazvao je kontracepciju simptomom sebičnosti u društvu i neodgovornog ponašanja. U enciklici se naglašava da su bračni partneri suradnici s Bogom u stvaranju i odgoju novih ljudskih života. Prema Katoličkoj Crkvi, spolni odnos u braku treba biti sjedinjavajući i otvoren prema novome životu. Glavna loša osobina kontracepcije je što stavlja prepreku Božjoj kreaciji u stvaranju novih ljudskih života. Umjetna kontracepcijska sredstva smatraju se smrtnim grijehom. Preporučene su prirodne metode planiranja obitelji poput Billingsove ovulacijske metode i sl. Billingsova metoda je danas proširena po cijelom svijetu. Nju je podržavala u prilog prirodnog planiranja obitelji i sveta Majka Terezija. 
Papa je upozorio da korištenje kontracepcije može imati mnoge loše posljedice. Izrazio je bojazan da će raširenost kontracepcije dovesti do povećanog broja preljuba i nevjere u braku te pada morala. Muškarci koji su naviknuti na kontracepciju u opasnosti su da svedu ženu na objekt zadovoljenja požude i prestanu u njoj gledati partnericu koja zaslužuje nježnost i brižnost.
Papa Pavao VI. istaknuo je, da ima mnogobrojnih natpisa u modernim medijima koji su u protivnosti s crkvenim učenjem. Crkva nije iznenađena, da je postala kao i njen utemeljitelj Isus - "znak osporavani". Papa potiče vjernike, da crpe ljubav i milost iz euharistijskog zajedništva s Isusom, što će im pomoći, da ustraju u dobru.
Papa Ivan Pavao II., tada krakovski nadbiskup, sudjelovao je u nastanku ove enciklike svojim razmišljanjima i komentarima, prije nego što je enciklika službeno objavljena. Ovo je posljednja velika enciklika pape Pavla VI., makar je bio papa još deset godina, nakon objave ove enciklike.  Napisao je iza toga još nekoliko manjih enciklika i pobudnica. Isto učenje je potvrdio Ivan Pavao II. u apostolskoj ekshortaciji Familiaris Consortio (Obiteljsko zajedništvo), koju je izdao 22. studenoga 1981. godine. Pisanje tog postsinodalnog dokumenta se je oduljilo zbog atentata koji je na njega izvršio Ali Agça 13. svibnja 1981. godine na Trgu Svetog Petra u Rimu. U toj pobudnici je Ivan Pavao II. "u odbijanju životne i vjerske prakse, koja nije u skladu s katoličkim moralnim načelima, jednako odlučan, kao što je bio njegov predšasnik Pavao VI., koji nije ni za dlaku odstupio od svoje okružnice o životu Humanae vitae, u kojoj je objavio spornu zabranu umjetnih sredstava za sprječavanje začeća. Ivan Pavao II. je mnogo toga kazao u razumljivijem jeziku, opširnije rastumačio te u izboru riječi djeluje manje profesorski. Što se pak tiče same problematike, se Papa u više navrata poziva na svoje predšasnike." Ako je tako laskavu ocjenu dao učenju novoga Pape laički komentator kod Deutsche Welle odnosno „Glas Njemačke” Helmut Rupert 27. studenoga 1981. godine, indirektno je odao veliko priznanje i učenju pape Pavla VI. na tom području. Budući razvoj je dao pravo učenju enciklike Humanae vitae: ljudska spolnost kao izvor života je Božji dar i treba je upotrebljavati po Božjem planu. Baš na onim područjima, gdje je bila opozicija učenju Humanae Vitae najjača, nisu se širile brzo samo zarazne spolne bolesti, nego i škandali, a natalitet je drastično pao. Ako pak se prihvati Božji zakon o svetosti života i spolnosti, bi se po mišljenju mnogih stručnjaka povećao broj djece kod najugroženijih naroda, a smanjio broj oboljelih od spolnih bolesti, od kojih je najstrašnija neizlječiva kopnica (AIDS). Možda bi te bolesti čak i potpuno nestale, što bi bilo od neprocjenljivog značenja za sretnu budućnost cijelog čovječanstva.

## Vanjske poveznice
- Enciklika Humanae Vitae na engleskom jeziku

### Članci
- Jozić, Tomislav. 2008. Oko Humanae vitae - četrdeset godina. Vrhbosnensia. Univerzitet u Sarajevu – Katolički bogoslovni fakultet. Sarajevo. 12 (2): 365–379